# Правда (Волчихинский район)
Правда — посёлок в Волчихинском районе Алтайского края. Входит в состав Волчихинского сельсовета.

## История
Основан в 1921 году. В 1928 г. посёлок Правда состоял из 27 хозяйств, основное население — русские. В составе Востровского сельсовета Волчихинского района Славгородского округа Сибирского края.

## Население
| 1997 | 1998 | 1999 | 2000 | 2001 | 2002 | 2003 |
| ---- | ---- | ---- | ---- | ---- | ---- | ---- |
| 710  | ↘703 | →703 | ↗713 | ↗721 | ↗730 | ↘677 |
| 2004 | 2005 | 2006 | 2007 | 2008 | 2009 | 2010 |
| ↗693 | ↘675 | ↘663 | ↘661 | ↗676 | ↘639 | ↘614 |
| 2011 |      |      |      |      |      |      |
| ↘612 |      |      |      |      |      |      |